# Касаткин, Пётр Игоревич
Пётр Игоревич Касаткин (род. 26 июня 1983, Москва, РСФСР, СССР) — российский учёный, философ и политолог. Профессор, доктор философских наук, начальник 
}}
Управления научной политики, профессор кафедры мировых политических процессов, научный сотрудник исследовательской лаборатории «Наука и университеты в зеркале социальных институтов» МГИМО МИД Росиии.

## Биография
Родился 26 июня 1983 года в Москве в семье юристов-выпускников юридического факультета МГУ им. М. В. Ломоносова И. Ю. Касаткина и Л. П. Гусевой. Дед — д. ю. н. профессор Ю. П. Касаткин.

## Образование
Окончил Московскую духовную академию и Московский государственный институт международных отношений (2008), аспирантуру по кафедре мировых политических процессов (2010).
В 2020 году окончил магистратуру НИУ ВШЭ по программе «Управление в высшем образовании».

## Учёная степень
Кандидат политических наук (МГИМО МИД России, 2010). Тема диссертации: «Роль Русской православной церкви в современных мировых политических процессах» (специальность: 23.00.04 — политические проблемы международных отношений, глобального и регионального развития). Научный руководитель — д.полит. н., проф. М. М. Лебедева.
Доктор философских наук (МГИМО МИД России, 2018). Тема диссертации: «Ценностная аксиоматика образовательного пространства» (специальность: 09.00.13 — философская антропология, философия культуры). Научный консультант — д.филос.н., проф. М. В. Силантьева.

## Опыт работы в сфере образования и науки
- С 2010 года ст. преподаватель, доцент, профессор кафедры мировых политических процессов МГИМО МИД России.
- С 2012 года эксперт Федеральной службы по надзору в сфере образования и науки.
- С 2010 года по 2014 год — начальник Отдела докторантуры и аспирантуры МГИМО МИД России.
- С 2014 года начальник Управления научной политики МГИМО МИД России.
- С 2017 года член Ученого совета Факультета управления и политики МГИМО МИД России.
- С 2018 года член Междисциплинарного экспертного совета (МЭС).
- В 2015 году — руководитель рабочей группы по разработке образовательных стандартов МГИМО по направлениям подготовки кадров высшей квалификации.
- С 2015 года по 2021 год — ответственный секретарь Федерального учебно-методического объединения укрупненной группы специальностей и направлений подготовки 41.00.00 Политические науки и регионоведение.
- В 2017 году — зам. руководителя рабочей группы по переходу МГИМО к системе самостоятельного присуждения ученых степеней и разработке локальных нормативных актов.

## Научное руководство и консультирование
Научное руководство аспирантами и научное консультирование докторантов успешно защитивших диссертации:
- 03.10.2016 г. Д. А. Талагаева
- 05.03.2019 г. И. С. Александровский
- 27.08.2020 г. Т. В. Прокопенко
- 27.08.2021 г. А. А. Макарова
- 21.06.2022 г. Е. А. Антюхова
- 15.12.2023 г. А. П. Гулов

## Награды и звания
- В 2010 году — в числе победителей конкурса «Лучшие аспиранты РАН и ведущих вузов России».
- В 2018 году присвоено учёное звание доцента.
- В 2022 году присвоено учёное звание профессора.
- В 2022 году награжден медалью Министерства науки и высшего образования «За вклад в реализацию государственной политики в области образования и научно-технологического развития»
- В 2024 году Приказом Министерства иностранных дел Российской Федерации за многолетний добросовестный объявлена благодарность.

## Публикации
1. Касаткин П. И. О роли религиозных акторов в современных мировых политических процессах // Вестник МГИМО-Университета. — 2010. — № 1 (10). — С. 257—261. https://doi.org/10.24412/2541-9099-2010-1-257-261.
2. Касаткин П. И. Лебедева М. М., Барабанов О. Н., Никитина Ю. А. Аспирантский уровень подготовки по международным отношениям // Вестник МГИМО-Университета. — 2010. — № 3 (12). — С. 209—216.
3. Касаткин П. И. Русская православная церковь как актор современной мировой политики // Вестник МГИМО-Университета. — 2010. — № 6 (15). — С. 141—151.
4. Касаткин П. И., Харкевич М. В. Модернизация послевузовских образовательных программ в МГИМО(промежуточные результаты) // Вестник МГИМО-Университета. — 2011. — № 4 (19). — С. 305—311.
5. Касаткин П. И., Харкевич М. В. Биополитика и религия в эпоху постмодерна // Вестник МГИМО-Университета. — 2011. — № 6 (21). — С. 217—222.
6. Kasatkin P.I., Avatkov V.A. The soft power of migration — a hard task for the European Union // Defense and Security Analysis. — 2014. — № 30(4). — P. 311—322. http://dx.doi.org/10.1080/14751798.2014.948282.
7. Касаткин П. И. Боброва М. А. Развитие концепции «американской гражданской религии» // Международные процессы — 2016. — Том 14. № 3 (46). — С. 81-95. https://doi.org/10.17994/it.2016.14.3.46.6.
8. Касаткин П. И., Ивкина Н. В. Личность президента как фактор формирования внешнеполитической повестки дня США (некоторые итоги президентства Б.Обамы) // Полис. Политические исследования. — 2017. — № 1. — С. 125—135. https://doi.org/10.17976/jpps/2017.01.11.
9. Касаткин П. И., Силантьева М. В. Антропологический аспект глобальных моделей образования: поиски и решения // Полис. Политические исследования. — 2017. — № 6. — С. 137—149. https://doi.org/10.17976/jpps/2017.06.10.
10. Касаткин П. И., Ивкина Н. В. Культурная и образовательная составляющие «мягкой силы» ЕС // Сравнительная политика. — 2018. — № 1. — С. 26-36. https://doi.org/10.24411/2221-3279-2018-00003.
11. Касаткин П. И., Данненберг А. Н. Святой Престол на Святой земле: история и современность // Вестник МГИМО-Университета. — 2018. — № 2 (59). — С. 185—200. https://doi.org/10.24833/2071-8160-2018-2-59-185-200.
12. Виссема Й., Воевода Е. В., Касаткин П. И. [и др.]. Университет третьего поколения в стратегии развития современного образования (круглый стол) // Высшее образование в России. — 2018. — Т. 27. — № 5. — С. 59-73. https://vovr.elpub.ru/jour/article/view/1367/1126
13. Касаткин П. И., Антюхова Е. А. Диалектика традиций и новаторства в отечественной диссертационной культуре // Вестник МГИМО-Университета. — 2019. — № 2 (65). — С. 176—195. https://doi.org/10.24833/2071-8160-2019-2-65-176-195.
14. Касаткин П. И., Романенко А. В. Риторика политических лидеров России и США: сравнительный анализ // Полис. Политические исследования. — 2019. — № 5. — С. 167—180. https://doi.org/10.17976/jpps/2019.05.12.
15. Касаткин П. И., Ковальчук Ю. А., Степнов И. М. Роль современных университетов в формировании цифровой повышательной волны длинных циклов Кондратьева // Вопросы экономики. 2019. — № 12. — С. 123—140. https://doi.org/10.32609/0042-8736-2019-12-123-140.
16. Антюхова Е. А., Касаткин П. И. Цифровой вектор глобальной образовательной политики / Вестник МГИМО-Университета. — 2020. — № 13 (5). — С. 331—351. https://doi.org/10.24833/2071-8160-2020-5-74-331-351
17. Касаткин П. И., Антюхова Е. А. Пандемическое тестирование устойчивости развивающихся трендов высшего образования // Мировая экономика и международные отношения. — 2021. — Т. 65. — № 2. — С. 125—133. https://doi.org/10.20542/0131-2227-2021-65-2-125-133
18. Kasatkin P.I., Salnikova L.S., Fatykhova V.M. (2021). Scientific, Technical, and Educational Cooperation in the EAEU. In: Piskulova, N.A. (eds) The Economic Dimension of Eurasian Integration. Palgrave Macmillan, Cham. https://doi.org/10.1007/978-3-030-59886-0_7
19. Касаткин П. И., Иноземцев М. И., Антюхова Е. А., Макарова А. А. Актуальные проблемы модернизации третьей ступени высшего образования и практики реформирования // Высшее образование в России. — 2022. — Т. 31. — № 1. — С. 141—158. https://doi.org/10.31992/0869-3617-2022-31-1-141-158
20. Kasatkin P.I., Krynzhina M.D. (2022). Research Policy and Cultural Specifics in the Arctic Region. In: Pak, E.V., Krivtsov, A.I., Zagrebelnaya, N.S. (eds) The Handbook of the Arctic. Palgrave Macmillan, Singapore. https://doi.org/10.1007/978-981-16-9250-5_51-1
21. Касаткин П. И., Ковальчук Ю. А., Степнов И. М. Финансовая составляющая ценности научных публикаций // Высшее образование в России. — 2022. — Т. 31. — № 12. — С. 85-102. https://doi.org/10.31992/0869-3617-2022-31-12-85-102.
22. Kasatkin P., Makarova A. (2023) Hybridization as a result of megatrends in modern education. In: M. Lebedeva, D. Kuznetsov (eds.) Megatrends of World Politics Globalization, Integration and Democratization. Routledge. https://doi.org/10.4324/9781003320944.
23. Kasatkin, P., Sumin, A., Shelyubskaya, N. (2023). International Knowledge Transfer. In: Bulatov, A. (eds) World Economy and International Business. Contributions to Economics. Springer, Cham. https://doi.org/10.1007/978-3-031-20328-2_38
24. Tikhonova, E. Exploring Academic Culture: Unpacking Its Definition and Structure (A Systematic Scoping Review) / E. Tikhonova, M. Kosycheva, P. Kasatkin // Journal of Language and Education. — 2023. — Vol. 9, No. 4(36). — P. 151—168. — https://doi.org/10.17323/jle.2023.18491.
25. Касаткин, П. И. Университет как значимый актор реализации предметных олимпиад: опыт МГИМО / П. И. Касаткин, А. П. Гулов // Вестник Томского государственного университета. — 2023. — № 495. — С. 148—159. — https://doi.org/10.17223/15617793/495/14.

Монографии, главы в монографиях
1. Касаткин П. И. НПО в социально-гуманитарной сфере: тенденции развития / П. И. Касаткин // Метаморфозы мировой политики: коллективная монография / под общ. ред. М. М. Лебедевой — М.: МГИМО-Университет, 2012. — С. 390—408.
2. Глобальное управление: монография / М. М. Лебедева, М. В. Харкевич, П. И. Касаткин. — М.: МГИМО-Университет, 2013. — 220 с.
3. Касаткин П. И. Аксиология образования: архитектоника современного образовательного пространства / П. И. Касаткин. — М.: МГИМО-Университет, 2018. — 252 с.
4. Касаткин П. И. Глава 17. Протестные движения как акторы международной безопасности / П. И. Касаткин // Международная безопасность: Глобальные и региональные акторы / Отв. ред. М. М. Лебедева, Ю. А. Никитина. — М.: Аспект Пресс, 2020. — С.255-267.
5. Касаткин П. И. Обновление исторической миссии классических и технических университетов в условиях всеобщей цифровизации (глава 13) / П. И. Касаткин, Ю. А. Ковальчук, И. М. Степнов // Высшее образование в России: вызовы времени и взгляд в будущее / Под общ. ред. Р. М. Нижегородцева, С. Д. Резника. — М.: ИНФРА-М, 2020. — С. 207—216. https://doi.org/10.12737/1045402.
6. Касаткин П. И., Макарова А. А. Глава 15. Образовательная гибридизация как инструмент для антикризисных решений в высшем образовании / П. И. Касаткин, А. А. Макарова // Мировая политика в эпоху COVID-19 / Отв. ред. М. М. Лебедева, Д. А. Кузнецов. — Москва: Аспект Пресс, 2022. — С. 283—301.
7. Касаткин П. И., Антюхова Е. А. Глава 29. Современные тенденции глобализации высшего образования / Е. А. Антюхова, П. И. Касаткин // Новые тренды в экономической глобализации: Монография / Колл. авторов; под ред. А. С. Булатова, Н. В. Галищевой, М. А. Максаковой. — М.: Аспект Пресс, 2023. — С. 492—504.

Главы в учебниках, учебных пособиях
1. Касаткин П. И., Харкевич М. В. Трансформация современных моделей управления: глобальное измерение // Государственное антикризисное управление: учебник для бакалавриата и магистратуры / Е. В. Охотский [и др.]; под общей редакцией Е. В. Охотского. — М.: Юрайт, 2016. — 371 с. — (Бакалавр и магистр. Академический курс). — ISBN 978-5-9916-8278-7. — Текст: электронный // ЭБС Юрайт [сайт]. — URL: https://urait.ru/bcode/394618.
2. Касаткин П. И. Русская церковь в публичной дипломатии в XXI веке / П. И. Касаткин // Публичная дипломатия зарубежных стран: учебное пособие / Под ред. А. Н. Панова и О. В. Лебедевой. — М.: Аспект Пресс, 2018. — С. 57-81.
3. Касаткин П. И. Мегатренды и их проявления в образовании и науке / П. И. Касаткин // Мегатренды в мировой политике: учеб. пособие / Под ред. М. М. Лебедевой. — М.: Аспект Пресс, 2019. — С. 55-66.
4. Касаткин П. И., Харкевич М. В. Трансформация современных моделей управления: глобальное измерение // Государственное антикризисное управление: учебник для вузов / Е. В. Охотский [и др.]; под общей редакцией Е. В. Охотского. — М.: Юрайт, 2020. — 371 с. — (Высшее образование). — ISBN 978-5-534-00668-1. — Текст: электронный // ЭБС Юрайт [сайт]. — URL: https://urait.ru/bcode/451795.